# Liste der Kulturdenkmäler in Weitersborn
In der Liste der Kulturdenkmäler in Weitersborn sind alle Kulturdenkmäler der rheinland-pfälzischen Ortsgemeinde Weitersborn aufgeführt. Grundlage ist die Denkmalliste des Landes Rheinland-Pfalz (Stand: 2. August 2023).

## Einzeldenkmäler
| Bezeichnung         | Lage                         | Baujahr         | Beschreibung                                                                                   | Bild                           |
| ------------------- | ---------------------------- | --------------- | ---------------------------------------------------------------------------------------------- | ------------------------------ |
| Backhaus            | Hauptstraße, bei Nr. 22 Lage | 19. Jahrhundert | Backhaus; Bruchsteinbau, 19. Jahrhundert                                                       | BW                             |
| Evangelische Kirche | Hauptstraße 29 Lage          | 14. Jahrhundert | gotischer Saalbau, im Kern aus dem 14. Jahrhundert, wohl im 19. oder 20. Jahrhundert verändert | weitere Bilder Fotos hochladen |